# Антидіагональна матриця
В математиці антидіагональна матриця це матриця, де всі елементи дорівнюють нулю, окрім тих, які знаходяться на діагоналі, що проходить зліва направо (↗) і відома як антидіагональ.
Формально, матриця A, що має розмірність n-на-n,  називається антидіагональною матрицею якщо (i, j) елемент дорівнює нулю для всіх i, j ∈ {1, …, n} з i + j ≠ n + 1.
Прикладом антидіагональної матриці є наступна
{\displaystyle {\begin{bmatrix}0&0&0&0&1\\0&0&0&2&0\\0&0&5&0&0\\0&7&0&0&0\\-1&0&0&0&0\end{bmatrix}}.}
Антидіагональна матриця також є персиметричною.
Добуток двох антидіагональних матриць є діагональною матрицею. Добуток антидіагональної матриці із діагональною матрицею — це антидіагональна матриця, так само як і добуток діагональної матриці з антидіагональною.
Антидіагональна матриця є обереною тоді і лише тоді якщо всі елементи антидіагоналі не дорівнюють нулю. Обернена матриця від антидіагональної матриці є також антидіагональною. Детермінант антидіагональної матриці має абсолютне значення, що визначається добутком значень елементів антидіагоналі. Однак, знак детермінанту буде змінюватися в залежності від розмірності матриці.
| Розмірність матриці | Перестановка для ненульового елементарного добутку антидіагональної матриці | Парне чи непарне | Значення елементарного добутку |
| ------------------- | --------------------------------------------------------------------------- | ---------------- | ------------------------------ |
| 2 × 2               | {2, 1}                                                                      | Непарне          | -                              |
| 3 × 3               | {3, 2, 1}                                                                   | Непарне          | -                              |
| 4 × 4               | {4, 3, 2, 1}                                                                | Парне            | +                              |
| 5 × 5               | {5, 4, 3, 2, 1}                                                             | Парне            | +                              |
| 6 × 6               | {6, 5, 4, 3, 2, 1}                                                          | Непарне          | -                              |

Більш точно, знак елементарного добутку, необхідного для підрахунку детермінанту антидіагональної матриці має відношення до того чи є парним або неперним відповідне трикутне число. Це тому що число інверсій у перестановці для ненульвого елементарного добутку для будь-якої n × n антидіагональної матриці завжди дорівнює n.